# Chasmias lugens
Chasmias lugens là một loài tò vò trong họ Ichneumonidae.